# Margot Alt
Margaretha Adriana (Margot) Alt (Den Haag, 22 augustus 1883 – Arnhem, 22 maart 1962) was een Nederlandse zendelinge en dichteres. 

## Levensloop
Alt werd als tweede in een gezin van vier kinderen geboren. Op vierjarige leeftijd overleed haar moeder en samen met haar broer werd zij opgevoed door haar hervormde grootouders. Op jonge leeftijd besloot zij al dat de zending in wilde. Op 19-jarige leeftijd voegde ze de daad bij het woord en reisde ze af naar Nederlands-Indië. De eerste dag in Batavia liep ze malaria op en ze bleef daar de rest van haar leven last van hebben. Alt ging vervolgens als verpleegster aan de slag in een psychiatrische inrichting in Porong.
Halverwege 1908 onderging Alt een verdieping van haar christelijk geloof en brak als gevolg daarvan met haar niet bekeerde partner. Een collega van haar was lid van de zevendedagsbaptisten. Alt raakte overtuigd van de juistheid van de doop door onderdompeling en liet zich op die manier dopen. Ook begon ze de sabbat (de zaterdag) als rustdag te houden. Omdat dat de drukste werkdag was op haar afdeling nam ze ontslag en ging ze werken als zendingszuster in een armenkolonie in Tajoe.
Alt was in 1913 ziek en belandde bij een Nederlandse familie in Temanggoeng in Midden-Java. Zij vestigde zich vervolgens in een oude vervallen koffieplantage ongeveer 20 kilometer buiten die stad. In de omliggende desa's was de islam nog bijna niet doorgedrongen en woonden voornamelijk animisten.
De Nederlandse begon een school waar de desa-bewoners gratis konden leren schrijven en lezen. Na een aantal jaar was er een kerkelijke gemeente van meer dan 300 dopelingen ontstaan. Java werd midden 1918 getroffen door een pestepidemie waardoor hele kampongs uitstierven. Alt nam veertig wezen op. Hieraan dankte zij de bijnaam Moesje. Zij kwam in aanraking met verschillende pinkstergelovigen. In juli 1926 onderging zij tijdens een conferentie in Soerabaja een ervaring die bekend staat als de doop met de Heilige Geest en begon daarna in klanktaal te spreken. Terug in haar eigen kerkelijke gemeente droeg zij de pinksterboodschap verder uit, waarbij er na verloop van tijd ook een sterke nadruk kwam te liggen op gebedsgenezing. Mede door Alts inzet bekeerden duizenden Indonesiërs zich tot het christelijk geloof.
Samen met dertig kinderen verhuisde Alt rond 1927 naar Soerabaja. Zij begon te schrijven voor het blad Pinksterkracht dat vanaf 1928 de naam Gouden Schoven kreeg. Er verscheen tevens een Indonesische uitgave van het blad: Gandoem Mas. In diezelfde tijd begon ze met het uitgeven van de zangbundel Glorieklokken, die tot ver na de Tweede Wereldoorlog de meest gebruikte bron voor liederen was binnen de pinksterbeweging, totdat de Opwekkingsbundel die plek innam.
Alt stichtte in 1935 een nieuwe gemeente in Lawang onder de naam Pinksterzending. Van daaruit werden op verschillende buitenposten in Oost-Java nieuwe kerken begonnen. Hiermee hield zij zich bezig tot de Japanse invasie eind 1941. Op 24 augustus 1943 werd zij geïnterneerd in een Japans kamp. Op een gegeven moment veroordeelden de Japanners haar tot de doodstraf, maar omdat zij ouder dan 60 was werd het vonnis niet voltrokken. Nadat de Japanners verslagen waren zat zij nog enige tijd in het kamp, omdat het tijdens de Bersiap voor Nederlanders niet veilig was om zich alleen op weg te begeven. In 1947 vestigde zij zich weer in Soerabaja en met haar negen gemeenten in Midden- en Oost-Java voegde zij zich bij de Assemblies of God.
Alt vertrok in 1951 naar Nederlands-Nieuw-Guinea en begon in Manokwari een nieuwe gemeente. In 1961 moesten alle Nederlanders Nieuw-Guinea verlaten vanwege de overdracht aan Indonesië. Alt arriveerde in oktober 1961 terug in Nederland en nam van Johan Maasbach de leiding over van een kleine pinkstergemeente in Arnhem. Zij was nog enkele maanden actief in deze kerk die de naam Pinksterzending kreeg, voordat ze plotseling in maart 1962 overleed.